# Lycosa storeniformis
Lycosa storeniformis este o specie de păianjeni din genul Lycosa, familia Lycosidae, descrisă de Simon, 1910.
Este endemică în Guinea-Bissau. Conform Catalogue of Life specia Lycosa storeniformis nu are subspecii cunoscute.